# 北海道余市紅志高等学校
北海道余市紅志高等学校（ほっかいどうよいちこうしこうとうがっこう、Hokkaido Yoichikoushi High School）は、北海道余市郡余市町にある公立（道立）の高等学校。共学。制服は過去は学生服だったが、現在はブレザーのジャケットにチェック柄のズボンとの組み合わせの制服に切り替わった。
宇宙飛行士の毛利衛と、著名なスキー選手を輩出したことで知られている。

## 沿革

### 高等女学校
- 1923年2月27日 - 町立実科高女の設立が認可される。
- 1923年4月9日 - 開校式・入学式を挙行する。
- 1928年 - 北海道余市実科高等女学校と改称する。
- 1939年 - 北海道余市高等女学校と改称する。
- 1941年 - 北海道庁立余市高等女学校と改称する。
- 1947年 - 北海道町立余市高等女学校と改称する。
- 1948年 - 学制改革により、北海道立余市女子高等学校となる。
- 1949年 - 北海道立余市高等学校と統合し、男女共学の北海道立余市高等学校となる。

### 旧制中学校
- 1924年 - 町立余市中学校の設立が認可され、北海道余市中学校と称す。
- 1925年 - 北海道庁立余市中学校と改称する。
- 1948年 - 学制改革により、北海道立余市高等学校となる。古平分校を設置。
- 1949年 - 北海道立余市女子高等学校と統合し、男女共学の北海道立余市高等学校となる。

### 北海道余市高等学校
- 1949年 - 北海道立余市高等学校と北海道立余市女子高等学校の統合により、男女共学の北海道立余市高等学校となる。
- 1950年 - 北海道余市高等学校と改称、仁木分校を設置。
- 1951年 - 農業科併置。
- 1952年 - 仁木分校および古平分校がそれぞれ北海道仁木高等学校（後の仁木商業高）・北海道古平高等学校として独立。
- 1953年 - 農業科を園芸科と改称。
- 2010年 - 北海道仁木商業高等学校・北海道古平高等学校と統合、北海道余市紅志高等学校となる。
- 2017年4月12日 道教委は、「北海道立高等学校学則の一部を改正する教育委員会規則」(昭和26年規則8号。別表第1)を教育庁原案通り全会一致で議決。これにより平成29年度の生徒定員(第一学年総合学科現行200)は40(一学級分)減員され160となった。[1]

## 園芸科の特徴
園芸科の生徒で構成された独自の組織「農業クラブ」（園芸科の生徒会のようなもの）があり、この農業クラブは全国の農業高校にある（学校によっては組織名が違う所もある）、この農業クラブは普段は即売会中心に活動しているが年に3回ある全国農業高校対抗の大会でも活躍している。なお2005年には大会の1つである弁論大会の全国大会で見事全国第2位に受賞した生徒がいる。
2003年に新たな教科システムが設立し園芸科生徒は2年生に進級すると専門知識を勉強する「野菜班」・「果樹班」・「食品班」の3つのコースを選択し受講するようになる。「野菜班」は野菜・花など中心に、「果樹班」は果樹を中心に学ぶ。「食品班」は食に関する基本知識の他に、「果樹班」が校内の果樹園で収穫した果物や畑で収穫した野菜も用いてジャムなどの加工品を拵え、余市町内を中心に行われる即売会で販売している。近年この即売会は町内に留まらず小樽市や札幌市などの場所で近隣の高校と共同開催しており、さらなる発展を目指している。

## 交通アクセス
最寄の鉄道駅は余市駅であるが、4km程度離れている。
バスは国道229号沿いの北海道中央バス（余市営業所）「水産試験場前」が最寄り停留所で、他にスクールバスが設定されている。

## 学園祭
「余紅祭」（よこうさい）といい、1学期の期末試験終了後に準備を始め、夏休み前の金・土曜日の2日間かけて行われる。1日目は各クラスで創作した神輿で町内を廻り、体育館にて各クラスで練習したステージを披露する。2日目は校舎前にて各クラス、農業クラブ、PTAで模擬店を出店する。また生徒会と放送部が連動して有志発表などの企画を催したりもする。

## 同窓会
「白楊会」と呼ばれている。

## 出身者
- 藤谷栄也（元NHKアナウンサー）
- 毛利衛（宇宙飛行士）
- 坂本重太郎（外交官、元駐スペイン特命全権大使）
- 笠谷幸生（スキージャンプ選手）
- 須田健仁（スキージャンプ選手）
- 東和広（スキージャンプ選手）
- 東昭広（スキージャンプ選手）
- 斉藤浩哉（スキージャンプ選手）
- 佐藤昌幸（スキージャンプ選手）
- 藤沢隆（スキージャンプ選手）
- 川村有司（スキージャンプ選手）
- 坂詰克彦（ロックバンド怒髪天ドラマー）
- 酒井忠康（美術評論家）
- 赤松宏（赤井川村長）
- 根上博（水泳選手、旧制余市中学卒）